# Corporación Lindley
Arca Continental Lindley SA (également connue sous le nom de Corporación José R. Lindley SA ou Lindley Corporation ) est une société péruvienne fondée en 1910,, cotée à la Bourse de Lima spécialisée dans la fabrication, la distribution et la commercialisation de boissons non alcoolisées et l'embouteilleur de Coca-Cola au Pérou. La Lindley Corporation est surtout connue pour sa création et la commercialisation d'Inca Kola, le numéro un des ventes de boissons gazeuses au Pérou. La société est depuis 2018 une filiale de la société mexicaine Arca Continental.
La Lindley Corporation, située dans le quartier historique de Lima, au Pérou, est également un promoteur majeur des programmes de recyclage du plastique au Pérou.

## Historique

### 1910-1934: Début d'une entreprise familiale
En 1910, un jeune couple anglais, Don José Robinson Lindley et Martha Stoppanie de Lindley, immigre au Pérou et s'installe dans le district de Rimac à Lima. La société nommée De Fabrica de Aguas Gaseosas La Santa Rosa s'installe dans un bâtiment de 200 m2.
En 1918, le couple achète leur premier système d'embouteillage semi-automatique qui a participe l'augmentation de la productivité. Une nouvelle société nommée José R. Lindley e Hijos SA est constituée le 3 novembre 1928 poursuivant les activités de la société fondée en 1910. À ce moment-là, leur installation de production était passée à 1 400 mètres carrés et tous les nouveaux équipements avaient été achetés.

### 1935-1998: Création duInca Kolaet distributeur de Coca-Cola
En 1935, la société lance la marque Inca Kola pour les 400 ans de la fondation de la ville de Lima. Malgré ce lancement en 1936, le marché péruvien des sodas est dominé par Coca-Cola vendu par la société de Leopoldo Barton, fils de Alberto Barton (es). Dans les années 1940, le marché est aussi investi par le concurrent américain PepsiCola vendu par la Compañía Embotelladora del Pacífico SA (Cepsa) d'Enrique Heredia Alarcón, un entrepreneur de travaux publics et ami du général Zenón Noriega Agüero.
En 1945, la Lindley Corporation développe la distribution et la commercialisation de la marque Inca Kola à l'échelle nationale et couvre complètement le pays à partir de 1972.
Malgré cela entre 1948 et 1956, sous le gouvernement de Manuel Odría (1948-1956), le Pepsi était la seule boisson gazeuse vendue dans des lieux publics contrôlés par le gouvernement, par la Cepsa.

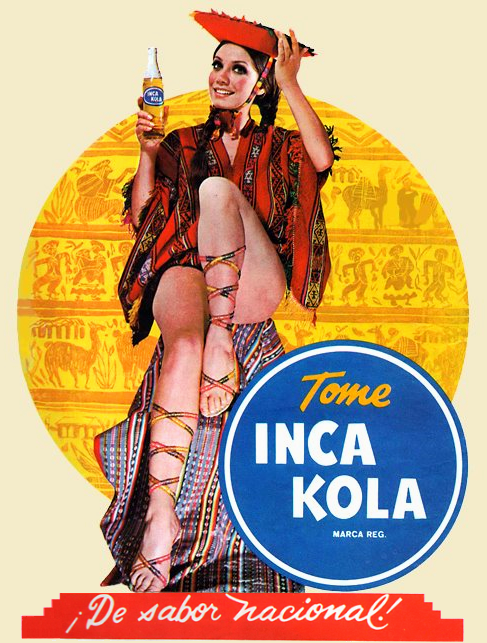
Publicité de 1971 pour Inca Kola avec Gladys Arista.

De 1957 à 1973, plusieurs filiales sont créées avec des fonctions de support pour la Lindley Corporation. La Distral (Distribución, Transporte y Almacenaje SA) est fondée en le 1er février 1957 pour gérer la distribution et le transport de boissons gazeuses, jus de fruits et nectars. En dehors de la société de boisson, Isacc Lindley, fils de José R finance la création de la Panamericana Televisión en 1958
Le 22 février 1960, l'Inmobiliaria Lintab SA est constituée pour gérer le patrimoine immobilier de la société. Le 25 mai 1973, la création de la Frutos del País SA permet d'externaliser la fabrication et la commercialisation de jus, nectars et pulpe de fruits.
En 1989, Isacc Lindley meurt et son fils Johnny Lindley Taboada alors président de Inmobiliaria Lintab prend la tête de l'entreprise. En 1991, la société Grupo Coca-Cola del Sur achète les usines de la famille Barton et se rebaptise Embotelladora Latinoamericana. Pendant ce temps la famille Lindley débute des négociations avec la Coca-Cola Company.
En 1996, les différentes sociétés ont été regroupées en une seule. Le 4 décembre 1996, Inmobiliaria Lintab absorbe par fusion les sociétés suivantes : José R. Lindley e Hijos, Frutos del País, Distral et Sabores Perú, la branche d'activités industrielles du groupe. En 1997, Inmobiliaria Lintab change de nom pour Corporación José R. Lindley,.

### 1999-2015: Association avec la Coca-Cola Company
Les négociations avec Coca-Cola Company aboutissent à une alliance en 1999. En 2000, la société Beverage Brands est fondée et prend en charge les activités liés à la marque Inca Kola, société détenues par Johnny Lindley Taboada (23, 4%), Martha Lindley de Arredondo (23,4 %) et le reste par la Coca-Cola Company au travers de deux filiales, Perú Beverage et Refreshment Product Services,. Du côté de la Corporación José R. Lindley à la suite d'un investissement estimé entre 200 et 300 millions d'USD de la part de la Coca-Cola Company, l'actionnariat se répartit comme suit Johnny Lindley Taboada (39,2 %), Martha Lindley Taboada (26,1 %) et Perú Beverage (23,7 %). De plus la Corporación José R. Lindley fusionne avec plusieurs embouteilleurs locaux Fábrica de Aguas Gaseosas Huacho, Aguas Gaseosas Los Panchos et Fábrica de Aguas Gaseosas Santa Teresa.
En 2001, la Lindley Corporation a acquis la totalité des actions ordinaires avec droit de vote représentant le capital-actions d'EPSA et d'Embotelladora La Selva SA. L'actionnariat évolue Johnny Lindley Taboada (52,7 %), Martha Lindley Taboada (23,6 %) et Perú Beverage Limitada (19,9 %).
En 2004, la Lindley Corporation achète pour 129,9 millions d'USD 81,7 % des actions de la Sociedad Cartera del Pacífico (SOCAP) dans Coca-Cola Embonor, les 18,3 % restant étant détenus par la Coca-Cola Company. Cette société SOCAP détient 80,7 % de Embotelladora Latinoamericana SA (ELSA). En juillet 2004, à la suite d'une OPA, Lindley acquiert 8,9 % supplémentaire pour 67,3 millions d'USD. En 2005, la société ELSA est intégrée à la Corporación José R. Lindley permettant de détenir 59,1 % du marché des sodas du Pérou. L'actionnariat évolue encore et devient Johnny Lindley Taboada (53,2 %) Perú Beverage (38,5 %) et Martha Lindley Taboada (6 %).
En 2006, la famille Lindley sort de l'entreprise Beverage Brands, aussi nommée Corporación Inca Kola, avec la vente des 46,8 % détenu par Johnny Lindley à la Coca-Cola Company pour 200 millions d'USD,.

### Depuis 2015: Achat par Arca Continental
Le 10 septembre 2015, Arca Continental et Corporación Lindley signent une alliance commerciale par laquelle Arca achète 47,42 % des actions de la famille Lindley soit 53,16 % des droits de vote pour 760 millions d'USD et la famille Lindley achète pour 400 millions d'USD 64,5 millions d'actions d'Arca représentant une augmentation de capital. Le 5 janvier 2016, Arca Continental augmente sa participation dans Corporación Lindley de 7 % pour atteindre les 60 %.
Le 26 septembre 2018, Arca Continental au travers de sa filiale AC Bebidas achète pour 506,8 million d'USD les actions détenues par Peru Beverage Limitada (filiale de la Coca-Cola Company) de Corporación Lindley représentant 38,52 % et lui permettant d'atteindre les 99,78 %,.

## Produits

### Les boissons gazeuses

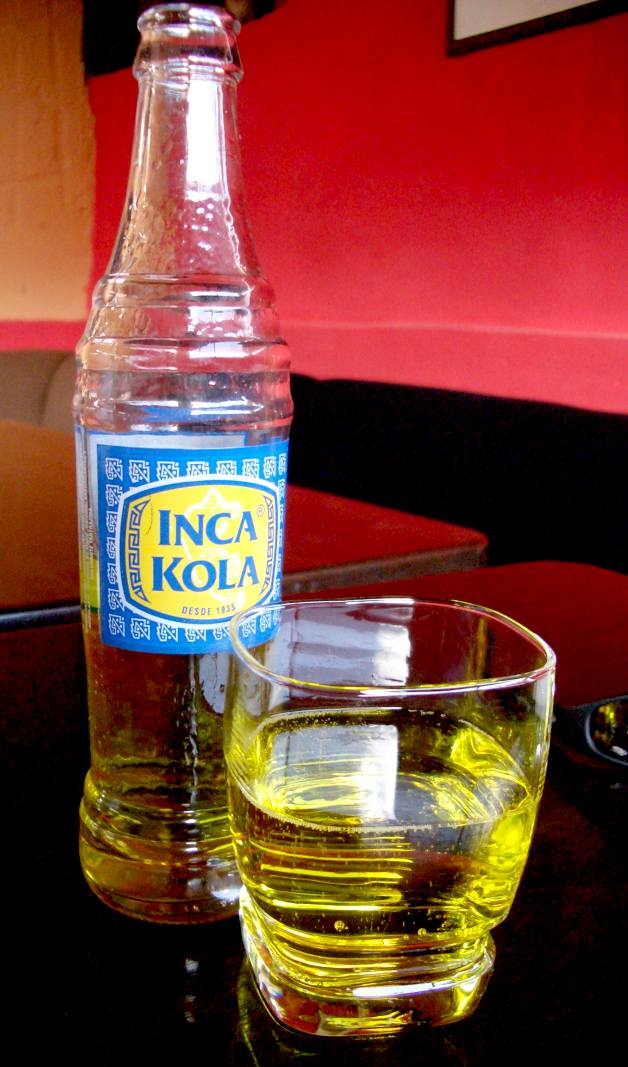
Bouteille d'Inca Kola

- Inca Kola : la boisson gazeuse la plus vendue au Pérou. Inca Kola a été créée en 1935 par la famille Lindley. Inca Kola est vendu en bouteilles en verre de 237 ml, 1 litre, 1,5 litre et 2 litres; et en bouteilles PET de 500 ml, 1,5 litre, 2,25 litres et 3 litres par Lindley Corporation sous contrat de franchise avec Corporación Inca Kola Perú SRL[9].
- Inca Kola Light : la version sans calorie d'Inca Kola est vendue en bouteilles PET de 410 ml, 500 ml et 1,5 litre par Lindley Corporation sous contrat de franchise avec Corporación Inca Kola Perú SRL[3].
- Coca-Cola : est vendu en bouteilles en verre de 237 ml, 1 litre, 1,5 litre et 2 litres; et en bouteilles PET de 500 ml, 1,5 litre, 2,25 litres et 3 litres.
- Coca-Cola Light : la version sans calories de "The Real Thing" est vendue en bouteilles PET de 500 ml.
- Coca-Cola Zero : la version sans sucre de Coca-Cola est vendue en bouteilles PET de 500 ml.
- Sprite : la boisson gazeuse citron-lime est commercialisée auprès de la jeunesse péruvienne en bouteilles en verre de 237 ml et en bouteilles PET de 500 ml et 1,5 litre.
- Sprite Zero : la version sans calorie de Sprite est vendue en bouteilles PET de 500 ml et 2,25 litres.
- Fanta : une boisson à l'orange destinée aux jeunes commercialisée au Pérou en bouteilles en verre de 192 ml et en bouteilles PET de 500 ml et 2,25 litres.
- Crush : la boisson à l'orange audacieuse commercialisée au Pérou en flacons PET de 500 ml, 1,5 litre et 3 litres.
- Kola Inglesa : une boisson gazeuse rouge à forte saveur vendue en bouteilles PET de 500 ml.
- Canada Dry (boisson gazeuse): marque Coca-Cola [10]

### Boissons non gazeuses
- San Luis : eau minérale en bouteille disponible (gazeuse ou non gazeuse) en bouteilles PET de 500 ml, 1 litre, 2,5 litres et 7 litres. Il est également disponible en grands cartons de 20 litres et en distributeurs de 30 litres[9].
- Frugos : nectar aux saveurs de Durazno (pêche), Mango, Manzana (pomme) et Naranja (orange) dans des boîtes de jus Tetra Pak de 150 ml et 235 ml et des cartons de 1 litre[3].
- Powerade : une boisson pour sportifs aux saveurs de Lima-Limón (citron-lime), Mandarina (orange), Maracuyá (fruit de la passion), Mora Azul (myrtille), Multi-Frutas (punch aux fruits rouges) et Piña (ananas) en Bouteilles en PET de 437 ml.
- Burn : une boisson énergisante vendue en bidons d'aluminium de 310 ml.
- Aquarius : eau aromatisée aux fruits aux saveurs Manzana (pomme), Pera (poire), Naranja (orange) et Piña (ananas) disponible en flacons PET de 500 ml].

### Anciens produits
- Bimbo (boisson gazeuse): introduit pour la première fois en 1962, a été fabriqué dans les saveurs suivantes : Frutilla (fraise), Piña (ananas), Lima Limón (citron-lime), Manzana (pomme), Mandarina (orange) et Cola[3].
- Bonaqua (eau aromatisée): le produit Coca-Cola n'est plus disponible au Pérou[10].
- San Antonio (eau en bouteille).
- Dasani (eau aromatisée): marque Coca-Cola.